# غلاف التذاوب

غلاف مائية لأيون الصوديوم في الماء

غلاف التذاوب (ملاحظة 1) هي طبقة من المذيب تحيط بالمواد الكيميائية أو الجزيئات الحيوية عندما تكون مذابة في المحلول. عندما يكون الماء هو المذيب يسمى المبدأ الكيميائي حينها غلاف التميّه (أو غلاف التميّؤ).

## غلاف الحلمأة للبروتينات
غلاف الحلمأة (وتسمى أحيانا طبقة الحلمأة) التي تتشكل حول البروتينات ذات أهمية خاصة لعلم الكيمياء الحيوية. يُشار في الغالب إلى هذا التآثر لسطح البروتين مع الماء المحيط به بحلمأة البروتين وهو أساسي لنشاط البروتين. وُجد أن لطبقة الحلمأة المحيطة بالبروتين ديناميكية مميزة عن تكتل الماء على بعد 1 نانومتر. مدة اتصال جزيء ماء محدد مع سطح البروتين يمكن أن تكون في مجال أقل من نانوثانية، في حين أن محاكاة الحركية الجزيئية تقترح أن الوقت المقضي في غلاف الحلمأة قبل الامتزاج بتكتل الماء المحيطي يمكن أن يكون في مجال الفيمتوثانية أو البيكوثانية.
مع مذيبات أخرى ومذَابات، يمكن أن تؤثر كذلك التغيرات الفراغية وعوامل الحركية في غلاف الذوبانية.

### دهايدرونات
الديهايدرون هو نوع أساسي من الروابط الهيدروجينية في البروتين وتكون غير محمية بالكامل من الماء ولها ميول إلى إحداث حلمأتها الذاتية، وهي عملية مفضلة طاقويا وثرموديناميكيا، وينتج عنها تشكل تجمعٍ غير كامل لمجموعاتِ سلاسل جانبية غير قطبية والتي «تحيط» بالزوج القطبي داخل بنية البروتين. تعزز الديهايدرونات إزالة الماء المحيط عبر ترابط البروتين ببعضه أو ترابطه بالربائط. يمكن تمييز وتحديد الديهايدرونات بحساب الجهد القابل للعكس لكل وحدة مساحة المطلوب لتغطية السطح المائي للبروتين القابل للذوبان، أو التوتر البنيوي الظاهر (epistructural tension) في واجة التماس.:217–33 حين يتم تحديد الديهايدرونات، فإنه من الممكن استخدامها في اكتشاف الدواء سواء لابتكار مركبات دوائية جديدة أو لتحسين أخرى موجودة، يمكن تصميم مركبات كيميائية «للإحاطة» أو حماية الديهايدرونات من التعرض للماء أثناء الترابط مع الهدف.:1–15

## هوامش
ملاحظة 1 يقابلها باللغة الإنجليزية hydration shell